# Línea 432 (Interurbanos Madrid)
La línea 432 de la red de autobuses interurbanos de Madrid une el área intermodal de Villaverde Bajo-Cruce (Madrid) con el barrio de Montepinos, en Leganés.

## Características
Esta línea une Madrid con Leganés, atravesando el madrileño distrito de Villaverde.
La línea no mantiene los mismos horarios todo el año, desde el 1 al 31 de agosto se reducen el número de expediciones los días laborables entre semana (sábados laborables, domingos y festivos tienen los mismos horarios todo el año), además de los días excepcionales vísperas de festivo y festivos de Navidad en los que los horarios también cambian y se reducen.
Está operada por la empresa Avanza Movilidad Integral mediante la concesión administrativa VCM-403 - Madrid – Parla – Yunclillos (Viajeros Comunidad de Madrid) del Consorcio Regional de Transportes de Madrid.

## Horarios
| Lunes a viernes laborables (De 1 de septiembre a 31 de julio) |
| A 6:00 - 6:30                                                 |
| De 7:00 a 16:20 cada 40 minutos                               |
| De 16:50 a 22:20 cada 30 minutos                              |
| A 23:00                                                       |
| Lunes a viernes laborables (Agosto)                           |
| A 6:00 - 6:40 - 7:10 - 7:40                                   |
| De 8:05 a 21:30 cada 35 minutos                               |
| A 22:15 - 23:00                                               |
| Sábados laborables, domingos y festivos                       |
| A 6:00 - 7:40                                                 |
| De 8:00 a 22:10 cada 35-40 minutos                            |

| Lunes a viernes laborables (De 1 de septiembre a 31 de julio) |
| De 6:00 a 16:00 cada 40 minutos                               |
| A 16:25                                                       |
| De 16:50 a 22:00 cada 30 minutos                              |
| A 22:40 - 23:15                                               |
| Lunes a viernes laborables (Agosto)                           |
| A 6:00 - 6:40                                                 |
| De 7:20 a 23:00 cada 35 minutos                               |
| Sábados laborables, domingos y festivos                       |
| De 6:45 a 22:30 cada 35-40 minutos                            |
| A 23:00                                                       |

## Recorrido y paradas

### Sentido Leganés
| Código | Parada                                       | Común con               | Conexiones con Metro y Cercanías | Municipio | Zona |
| ------ | -------------------------------------------- | ----------------------- | -------------------------------- | --------- | ---- |
| 16732  | Av. Andalucía - Villaverde Bajo Cruce        | 412 414 415 427         | Villaverde Bajo Cruce            | Madrid    |      |
| 1790   | Alcocer - Villaverde Cruce                   | 18 22 116 130 448       |                                  | Madrid    |      |
| 1788   | Alcocer - Virgen Desamparados                | 18 22 116 130 448       |                                  | Madrid    |      |
| 1191   | Alcocer - Paseo Talleres                     | 22 86 130 448           |                                  | Madrid    |      |
| 1193   | Puente Alcocer                               | 22 76 86 130 448        | Puente Alcocer                   | Madrid    |      |
| 7655   | Av. Real de Pinto - INEM                     | 448                     |                                  | Madrid    |      |
| 7657   | Av. Real de Pinto - Col. Butano              | 448                     |                                  | Madrid    |      |
| 3900   | Villaverde Alto Cercanías                    | 79                      | Villaverde Alto                  | Madrid    |      |
| 3562   | Domingo Párraga-Astillero                    | 22 T41                  |                                  | Madrid    |      |
| 7646   | Domingo Párraga - Fundición                  |                         |                                  | Madrid    |      |
| 08207  | Av. Gran Bretaña - Parque Los Cipreses       |                         |                                  | Leganés   |      |
| 16090  | C.C. Parquesur - Est. El Carrascal           | 485 488 1               | El Carrascal                     | Leganés   |      |
| 07981  | Av. Bélgica - Biblioteca                     | 481 1                   |                                  | Leganés   |      |
| 07979  | Av. Alemania - Instituto                     | 481 1                   |                                  | Leganés   |      |
| 07977  | Av. Alemania - Av. Francia                   | 481 1                   |                                  | Leganés   |      |
| 07944  | Av. Europa - Alcudia                         | 481                     |                                  | Leganés   |      |
| 07947  | Av. Europa - Centro de Salud                 | 481                     |                                  | Leganés   |      |
| 07946  | Av. Lengua Española - Instituto              |                         |                                  | Leganés   |      |
| 07928  | Rioja - Colegio                              | 480 481 483 484 488     |                                  | Leganés   |      |
| 07952  | Rioja - Almunia                              | 480 481 483 484 488     |                                  | Leganés   |      |
| 07954  | Rioja - Av. Rey Juan Carlos I                | 480 481 483 484 488     |                                  | Leganés   |      |
| 07544  | Av. Rey Juan Carlos I - Est. Julián Besteiro | 485                     | Julián Besteiro                  | Leganés   |      |
| 07923  | Av. Rey Juan Carlos I - Monegros             | 483 485 488 497 1       |                                  | Leganés   |      |
| 07902  | Av. Fuenlabrada - Batalla de Brunete         | 482 485 491 492 493 497 |                                  | Leganés   |      |
| 07900  | Av. Fuenlabrada - Trva. del Cid              | 482 485 491 492 493 497 |                                  | Leganés   |      |
| 07905  | Av. Universidad - Universidad                | 450 480 482 485         |                                  | Leganés   |      |
| 07907  | Av. Universidad - Santa Rosa                 | 480 485 486             |                                  | Leganés   |      |
| 07879  | Santa Teresa - Estación                      | 485 486                 | Leganés Central                  | Leganés   |      |
| 18370  | Ntra. Señora Almudena - Polvoranca           |                         |                                  | Leganés   |      |
| 09508  | Polvoranca - Ntra. Señora de Begoña          |                         |                                  | Leganés   |      |
| 09518  | Av. Orellana - Pza. de La Inmaculada         |                         |                                  | Leganés   |      |
| 07914  | Av. Los Pinos - Centro de Salud y Gerencia   | 485                     |                                  | Leganés   |      |

### Sentido Madrid
| Código | Parada                                       | Común con           | Conexiones con Metro y Cercanías | Municipio | Zona |
| ------ | -------------------------------------------- | ------------------- | -------------------------------- | --------- | ---- |
| 07914  | Av. Los Pinos - Centro de Salud y Gerencia   | 485                 |                                  | Leganés   |      |
| 09519  | Av. Los Pinos - Pza. de La Inmaculada        |                     |                                  | Leganés   |      |
| 09509  | Polvoranca - Ntra. Señora de Begoña          |                     |                                  | Leganés   |      |
| 07877  | Ntra. Señora Almudena - Polvoranca           |                     |                                  | Leganés   |      |
| 07878  | Santa Teresa - Estación                      | 480 484 485 486     | Leganés Central                  | Leganés   |      |
| 07908  | Av. Universidad - Santa Rosa                 | 480 485 486         |                                  | Leganés   |      |
| 07904  | Av. Universidad - Policía Nacional           | 450 480 482 485     |                                  | Leganés   |      |
| 07898  | Av. Dr. Martín Vegue - Av. de La Mancha      | 450 480 484         |                                  | Leganés   |      |
| 07922  | Av. La Mancha - Parque Pablo Ruiz Picasso    | 480 484 1           |                                  | Leganés   |      |
| 13121  | Av. La Mancha - Parque Pablo Ruiz Picasso    | 480 484 1           |                                  | Leganés   |      |
| 07924  | Av. Rey Juan Carlos I - La Rioja             | 483 485 488 497 1   |                                  | Leganés   |      |
| 07543  | Av. Rey Juan Carlos I - Est. Julián Besteiro | 485                 | Julián Besteiro                  | Leganés   |      |
| 07953  | Rioja - Av. Rey Juan Carlos I                | 480 481 483 484 488 |                                  | Leganés   |      |
| 07951  | Rioja - Alcudia                              | 480 481 483 484 488 |                                  | Leganés   |      |
| 07927  | Rioja - Colegio                              | 480 481 483 484 488 |                                  | Leganés   |      |
| 12113  | Av. Lengua Española - Instituto              |                     |                                  | Leganés   |      |
| 07948  | Av. Europa - Centro de Salud                 | 481                 |                                  | Leganés   |      |
| 07949  | Av. Europa - Av. Alemania                    | 481                 |                                  | Leganés   |      |
| 07978  | Av. Alemania - Av. Francia                   | 481 1               |                                  | Leganés   |      |
| 07980  | Av. Alemania - Colegio                       | 481 1               |                                  | Leganés   |      |
| 07982  | Av. Bélgica - Biblioteca                     | 481 1               |                                  | Leganés   |      |
| 09077  | C.C. Parquesur - Est. El Carrascal           | 481 485 488 497 1   | El Carrascal                     | Leganés   |      |
| 08208  | Av. Gran Bretaña - Parque Los Cipreses       |                     |                                  | Leganés   |      |
| 7647   | Domingo Párraga - Polígono Industrial        |                     |                                  | Madrid    |      |
| 3559   | Domingo Párraga - Astillero                  | 22 T41              |                                  | Madrid    |      |
| 3901   | Villaverde Alto Cercanías                    | 79                  | Villaverde Alto                  | Madrid    |      |
| 7656   | Av. Real de Pinto - Col. Butano              | 448                 |                                  | Madrid    |      |
| 7654   | Av. Real de Pinto - INEM                     | 448                 |                                  | Madrid    |      |
| 1194   | Puente Alcocer                               | 22 76 86 130 448    | Puente Alcocer                   | Madrid    |      |
| 1192   | Alcocer- Paseo Talleres                      | 22 86 130 448       |                                  | Madrid    |      |
| 1787   | Alcocer - Virgen Desamparados                | 18 22 116 130 448   |                                  | Madrid    |      |
| 1789   | Alcocer - Escoriaza                          | 18 22 116 130 448   |                                  | Madrid    |      |
| 16732  | Av. Andalucía - Villaverde Bajo Cruce        | 412 414 415 427     | Villaverde Bajo Cruce            | Madrid    |      |